# 馬仔坑

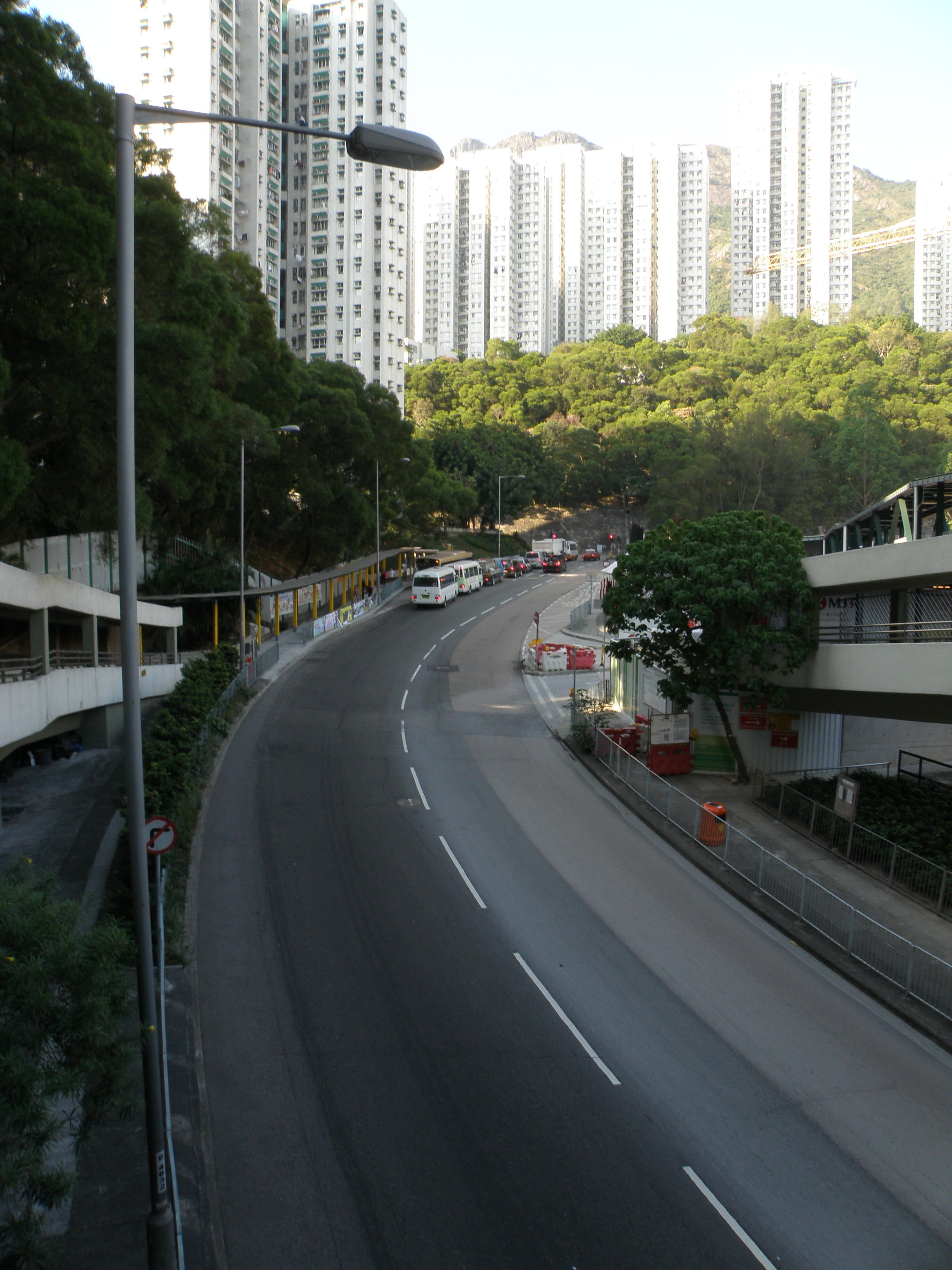
馬仔坑道

馬仔坑（英語：Ma Chai Hang）是香港九龍黃大仙區的一個地方，位於獅子山以南、龍翔道及橫頭磡以北、竹園以西、大窩坪及畢架山以東一帶，現今多被當作黃大仙的一部份。

## 歷史
馬仔坑在1979年前為木屋區，稱為龍翔道木屋區或馬仔坑四村，包括馬仔坑村、仁愛村、獅子山下村及仁義村，而山坡上方的獅子山配水庫則早於1966年建成獅子山公園。
1976年9月25日，政府部門因白蟻侵蝕為由，決定拆除橫跨龍翔道，連接馬仔坑四村及橫頭磡徙置區的木橋，居民眾聲反對亦一度封鎖道路數小時。9月30日凌晨事件升級，有百多名村民在木橋底以雜物堵路，與警方對峙，要求當局重建天橋。下午，當局在談判中同意在短期內重建臨時木橋，並在完工前加派警員維持交通安全。10月1日，警方機動部隊清場，24名居民被捕，事件擾攘一天後結束。新橋於11月13日啟用。事件其後被香港電台改編成單元電視劇集《獅子山下：橋》。
1979年10月6日，馬仔坑發生「龍翔道木屋區五級大火」，火災規模僅次於1953年的石硤尾木屋區大火，起因爲馬仔坑村一家燒臘工場疑被吹入工場的拜神用香燭導致起火，更引發多次石油氣爆炸，並因風勢劇變而令火勢迅速蔓延到另外三村。政府出動200多名消防員、動用25條消防喉仍無法控制火勢，直到5小時後整片木屋區已燒無可燒的情況下才成功將火災撲滅。火災造成9人受傷，當地村民飼養的逾3000頭豬隻及逾萬雞隻被燒死，馬仔坑四村全部焚毀，5200多名村民無家可歸，政府遂在龍翔官立工業中學成立緊急救災中心進行災民登記工作。
1981年1月10日，馬仔坑木屋區再發生四級大火，數百人無家可歸。火災結束後，馬仔坑四村原址其中大部分被納入政府公營房屋項目計劃，並於1982年政府收回其餘木屋及鄰近的獅子山村木屋興建居屋，1986年建成居屋天馬苑，隨後在1992年建成天宏苑，最後剩餘部分於1995年全部清除並於翌年建成馬仔坑遊樂場。
2009年，港鐵公司規劃的沙田至中環綫計劃中，隧道將穿過馬仔坑，但只為獅子山鐵路隧道設緊急出口和通風設施，引起當地居民不滿，並要求設立「馬仔坑站」，但港鐵公司認為此站與黃大仙站及樂富站的服務人口範圍重疊，而且車站須建於地底深處的軟土層內，工程非常複雜及風險高，之後正式開展的建造計劃亦沒有此站。

## 主要建築
- 天馬苑
- 天宏苑
- 翠竹花園
- 馬仔坑遊樂場
- 港鐵屯馬綫（顯徑站至鑽石山站）緊急出口
- 獅子山公園